# Arthur Jaschke
Max Arthur Jaschke (* 13. März 1902 in Olbersdorf; † 8. November 1992 in Düsseldorf) war ein deutscher Schauspieler.

## Leben
Der aus der Oberlausitz stammende Jaschke begann seinen beruflichen Werdegang bei einer Wandertruppe. 1934 folgte ein erstes Bühnenengagement.
Er spielte an verschiedenen Berliner Bühnen sowie ab 1958 am Düsseldorfer Schauspielhaus, dessen Ensemble er über zwanzig Jahre angehörte. Neben seiner Arbeit als Schauspieler fungierte er hier auch als Regieassistent.
Als Schauspieler in Film und Fernsehen war Jaschke indes ein seltener Gast. Hier konnte man ihn zum Beispiel in Karl-Heinz Stroux’ Fernsehadaption des Kätchen von Heilbronn, in Peter Beauvais’ Heimat, die ich meine, sowie als „Doctor Dawson“ im mehrteiligen Straßenfeger Die Frau in Weiß nach Wilkie Collins mit Heidelinde Weis in der Titelrolle sehen.
Jaschke war ab 1936 mit Irmgard, geb. Männig, verheiratet.

## Filmografie (Auswahl)
- 1968: Das Kätchen von Heilbronn
- 1971: Die Frau in Weiß
- 1983: Heimat, die ich meine